# 記帳城市
《記帳城市》是一款兼具電子帳簿功能和模擬經營遊戲性質的工具類行動應用程式，由臺灣團隊Fourdesire（四合願）開發，在2017年2月9日於App Store上推出，同年5月26日推出Android版，支援繁體中文、英文、簡體中文、日文和韓文介面。
使用者在程式中扮演一位市長，當使用者在程式內記錄一筆帳目後，系統會自動將該筆帳目轉換成一棟相應的建築物，當使用者記錄的帳目越多，建築物的數量也會變得更多，使用者可以藉由排列這些建築物，並招募市民進行工作，構築出不同規模和風格的城市。程式提供了電子帳簿常見的收支統計圖表功能，也有遊戲中常見的任務和成就系統。
《記帳城市》獲得了許多正面評價，在Google Play於2017年12月1日公佈的「2017 年度最佳應用程式」榜單中，《記帳城市》獲得臺灣地區年度最佳應用程式，並同時登上臺灣、香港和韓國的「最具創新力應用程式」榜單和印度的「最具潛力應用程式」榜單。在2018年，它獲得了該年度的紅點傳達設計獎。

## 內容
使用者在程式中扮演一位虛擬城市的市長，當開始使用時，城市只有市政中心和少許的建築物，當使用者在程式內記錄一筆收入或支出後，系統會自動將該筆帳目轉換成一棟相應的建築物。系統將消費類別分為十種，對應的建築物則超過一百種，例如記錄「食物」類的支出可以讓城市增加餐廳類型的建築。當使用者記錄的帳目越多，建築物的數量也會變得更多，使用者可以藉由排列這些建築物，構築出不同規模和風格的城市。使用者可以招募市民從事不同的工作，工作賺取的虛擬金錢可以加速城市的建設。當使用者擁有兩種同類型的建築時，可以透過花費金錢將建築物合併成更高等級的建築。帳目轉換為建築的次數有限制，因此短期內大量記帳不會得到額外的建築，且若使用者補記一天以前的帳目，也不會轉換為建築。
程式提供記帳分析圖表和雲端備份，並提供智慧型建議以節省使用者在輸入帳目時的時間，例如當使用者多次輸入相同的支出類別和金額後，系統會自動列出先前記錄過的帳目類別供使用者快速輸入；在晨間時段記錄飲食相關的帳目時，也會優先顯示「早餐」讓使用者選擇。程式也提供了讓使用者互相交流的遊戲機制，當使用者達成了某些特定條件後可能會得到系統的稱讚訊息或取得成就，可以透過分享這些成就讓使用者彼此競爭。

## 設計與發行
《記帳城市》開發團隊Fourdesire（四合願）創辦人陳威帆認為「玩樂不僅是人們的天性，也能夠幫助我們解決更多現實生活的問題」，而他的理念也是設計將大眾的生活習慣融入遊戲中的應用程式，因此《記帳城市》並不是單純的手機遊戲，而是工具類的行動應用程式，遊戲僅是一個媒材，關鍵在傳達給使用者的訊息，相對於營收和下載量，陳威帆認為作品是否達到了核心目標更為重要。他認為由於工具類應用程式的使用週期通常比遊戲長，而《記帳城市》兼具工具性和遊戲性，且市面上以結合工具和遊戲為產品主題的團隊不多，使得《記帳城市》得以在競爭激烈的市場上生存。陳威帆指出，團隊不是做一個遊戲給使用者，使用者的行為仍是記帳，只是記帳的態度不一樣。
在《記帳城市》的構想尚未出現時，Fourdesire先訂立了一個大的目標，是找出生活中一件重要、但一般人不願意做的事，並從刷牙、健身等選項中敲定記帳此一主題，陳威帆指出大部份的記帳程式都因為枯燥、重複而難以令人持之以恆，因此團隊決定將記帳遊戲化。《記帳城市》最初的構想是讓使用者透過記帳讓一位虛擬角色的口袋變厚、房子變大，透過不斷討論，最後決定以都市來呈現。透過對話式教學介面和連續記帳時發送獎勵的機制，讓使用者能感受到正面的回饋。
《記帳城市》在2017年2月9日於App Store上推出，同年5月26日推出Android版，支援五種語系，分別為繁體中文、英文、簡體中文、日文和韓文。Fourdesire透過分析使用者記錄的數據和習慣差異調整改版方向，並增設更多遊戲元素，使每個使用者的城市風格能更獨特。例如包含有臺灣元素的角色在內的15位非玩者角色「VIP市民」、萬聖節和聖誕節期間推出的節日風格布景等。另外，團隊也預計推出實體的桌上遊戲。
2018年4月19日，為了回應部分資深使用者希望的進階需求，《記帳城市》推出1.9版，除了增加新角色和新成就，也新增了更彈性化的財務報表功能。陳威帆認為這兼顧了新舊使用者的需求。

## 迴響
根據Fourdesire公佈的資料，《記帳城市》在推出三個月後，下載量超過60萬次、八個月內下載量超過110萬次、一週年時有超過200萬名用戶。在Google Play於2017年12月1日公佈的「2017 年度最佳應用程式」榜單中，《記帳城市》獲得臺灣地區年度最佳應用程式，並同時登上臺灣、香港和韓國的「最具創新力應用程式」榜單和印度的「最具潛力應用程式」榜單。Google指出記帳城市體察了各地使用者的不同需求，提供在地化的設計。
在2018年的德國紅點設計大獎中，《記帳城市》從8610件作品中脫穎而出，獲得「傳達設計獎」。
使用者的評價指出《記帳城市》讓記帳不再是煩人且無聊的瑣事，而是一項遊戲，有一些原本沒有或難以養成記帳習慣的使用者表示《記帳城市》讓自己第一次記超過三個月以上的帳。

## 外部連結
- 《記帳城市》官方網站
- Fourdesire官方網站